# Palazzo Pedro Ernesto
Il Palazzo Pedro Ernesto (in portoghese: Palácio Pedro Ernesto) è uno storico edificio e sede della camera municipale della città di Rio de Janeiro in Brasile.

## Storia
I lavori di costruzione dell'edificio, progettato dall'architetto Heitor de Melo e, in seguito, dall'architetto Arquimedes Memória, iniziarono nel 1920 e vennero completati nel 1923. Il palazzo venne inaugurato il 21 luglio 1923.

## Descrizione
L'edificio, situato nel centro di Rio de Janeiro, presenta una facciata con un imponente colonnato.

## Galleria d'immagini

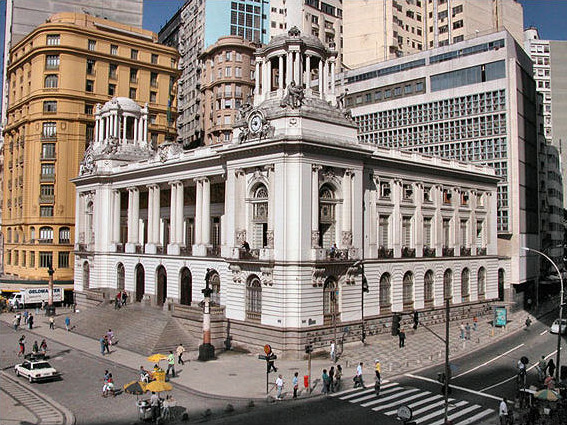
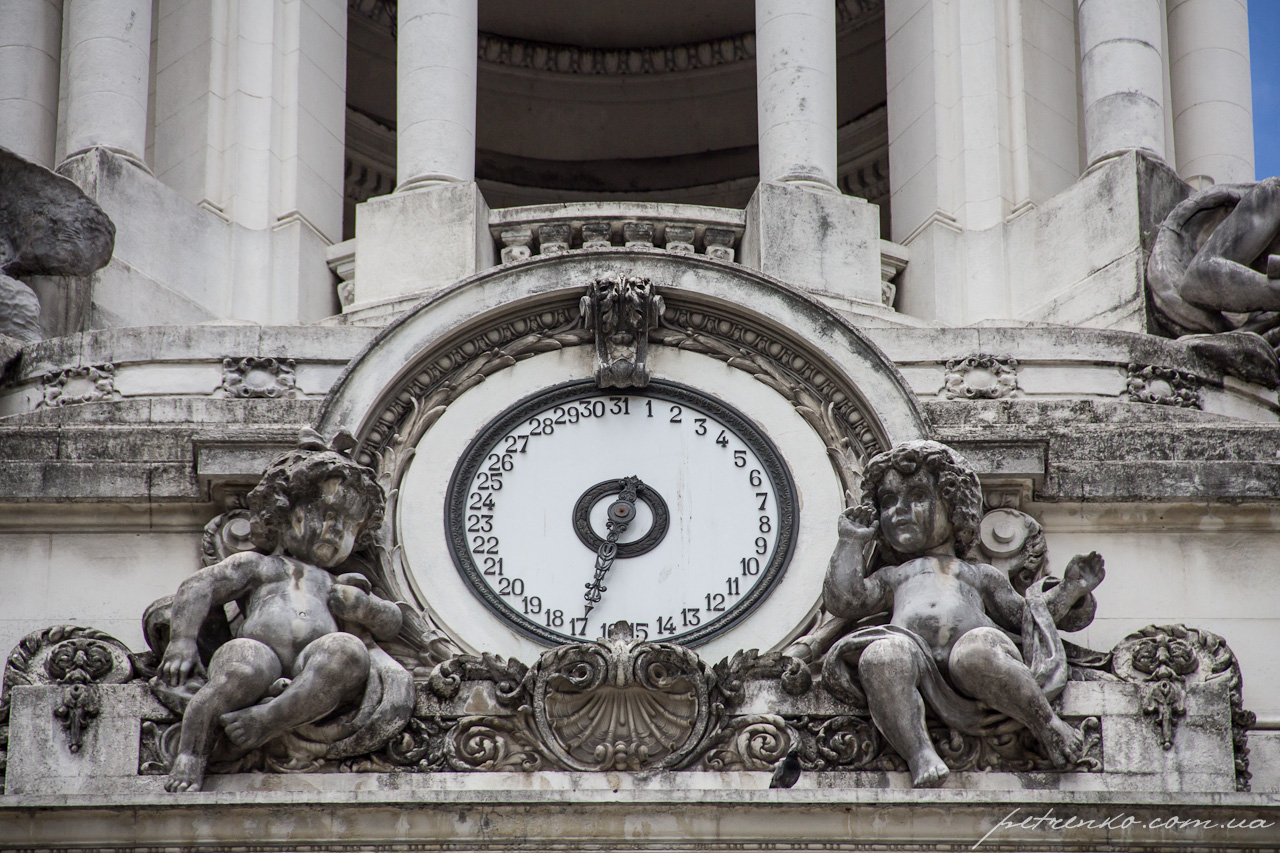
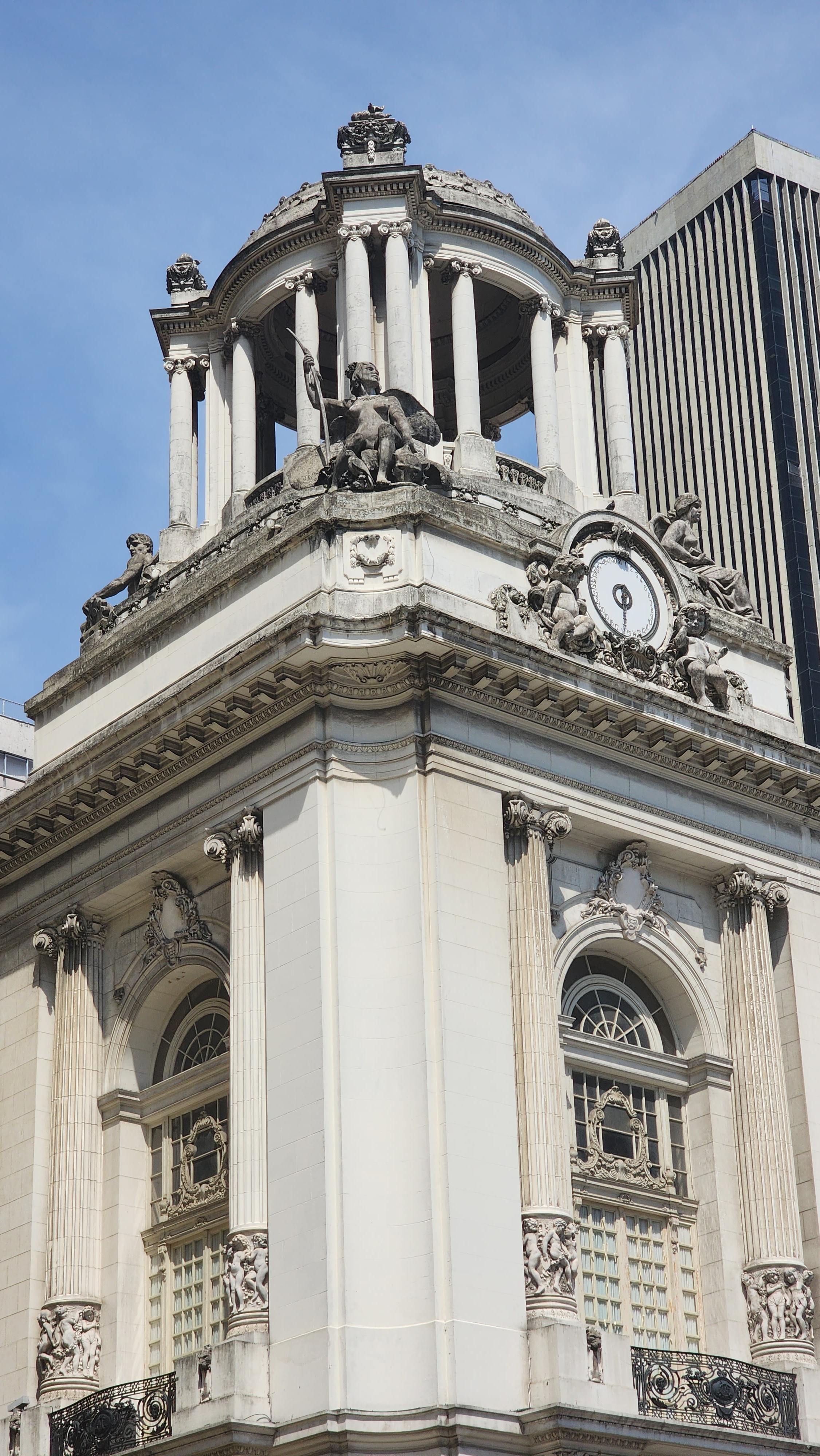